# Apport partiel d'actif
L’apport partiel d’actif (APA), en droit français, est l’opération qui consiste, pour une société A à apporter à une société B (nouvelle ou existante) (société bénéficiaire de l’apport) une partie de ses éléments d’actif et de passif. 
À la différence d’une vente, à l’occasion de laquelle la société A percevrait un prix en contrepartie de la cession de ces éléments, ici la société A recevra, en rémunération de cet apport en nature, des titres composant le capital de la société B, que cette dernière émettra au moyen d’une augmentation de capital.
Cette opération n’entraîne pas la dissolution de la société d'apport.

## Définition, objectif, intérêt
L’APA permet à une société de transmettre à une autre société un ensemble d’éléments de son patrimoine, tant actifs que passifs, qui constituent une branche autonome d’activité. Il est parfois considéré que l’expression apport partiel d’actif peut faire référence à tout apport d’actif, même d’actif(s) isolé(s). Si cela n’est pas strictement faux, ce type d’apport s’analyse comme des apports purs et simples, répondant au régime des augmentations de capital par apports en nature, qui ne présentent pas les spécificités du régime juridique et fiscal des APA portant sur une branche complète d’activité. Pour ces raisons, ici, l’on supposera que l’APA porte sur une branche complète d’activité.
Ainsi, une opération d’APA permet de filialiser une activité (par exemple lorsqu’il apparaît plus stratégique que chaque activité soit exercée par une structure distincte, ou lorsqu’une société abandonne ses activités opérationnelles pour devenir une holding) ou de concentrer des activités similaires (par exemple exercées par différentes sociétés d’un même groupe ou deux groupes différents décidant de réunir certaines de leurs activités) au sein d’une unique société pour en optimiser l’exercice.
Fiscalement, l’opération peut s’avérer moins onéreuse qu’une vente (qui supposerait le règlement de droits d’enregistrement proportionnels et la réalisation d’une plus-value) et permet d’avoir une relation capitalistique avec la société bénéficiaire de l’APA.

## Éléments apportés dans le cadre de l’APA
Lorsque l’opération d’apport porte sur un ou plusieurs actifs déterminés, il s’apparente alors à une augmentation de capital par apport en nature et est soumis au régime correspondant.
L’APA porte donc plus spécifiquement sur une branche d’activité (c'est-à-dire un ensemble d’actifs qui sont nécessaires et qui sont affectés à l’exercice d’une activité déterminée). Bien que l’expression branche complète d’activité ou branche autonome d’activité soit apprécié cas par cas, une définition en est donnée par la directive 90/434/CEE du 23 juillet 1990 : « L'ensemble des éléments d'actif et de passif d'une division d'une société qui constituent, du point de vue de l'organisation, une exploitation autonome, c'est-à-dire un ensemble capable de fonctionner par ses propres moyens ».
Lorsque l’apport d’une branche complète d’activité est caractérisée (et exception faite des cas où un agrément administratif a été accordé), les articles L. 236-22 et L. 236-24 du Code de commerce offrent la faculté pour la société en apport et la société bénéficiaire de l'apport d’opter pour le régime juridique des scissions . Le traité d’apport doit contenir cette mention pour que le régime s’applique. À défaut, l'opération est traitée comme un apport pur et simple.
En effet, schématiquement, un apport d’une branche complète d'activité suppose qu’au sein d’une même société, plusieurs activités distinctes coexistent, chacune formant une entité économique qui peut être isolée, identifiée ; ainsi, lorsqu’elle se départ de l’une de ces activités, la société se scinde ; c’est donc légitimement que l’APA portant sur une branche complète d’activité ouvre droit à l’application du régime des scissions. 

## Aspects juridiques
L’APA n’est pas défini par la loi stricto sensu. 
D’abord, l’APA est un apport, c'est-à-dire le transfert de la propriété d’un actif d’une société à une autre rémunéré par l’émission de titres de capital de la société bénéficiaire de l’apport au profit de la société en apport. À l’issue de l’opération, la société en apport devient donc actionnaire (ou associée) de la société bénéficiaire (ou, si elle l’était déjà, elle augmente sa participation au capital de la société bénéficiaire).
Ensuite, l’APA est assimilé aux scissions, lorsqu’il porte sur une branche complète d’activité, pour les raisons évoquées ci-dessus.
Les éléments d’actif et de passif apportés par la société en apport sont détaillés et valorisés dans un document intitulé traité d’apport, qui est un document rendu public (déposé au greffe du Tribunal de Commerce).
Les parts ou actions nouvelles émises par la société bénéficiaire en contrepartie de l’apport sont créées par augmentation de capital. Leur valeur globale correspond à la valeur nette des éléments apportés. Ainsi, à l’actif de la société en apport, les nouveaux titres de la société bénéficiaire se substitueront à la branche d’activité apportée.
Sauf stipulation contraire du traité d’apport, l’APA opère transmission universelle du patrimoine d'une société à l'autre pour la branche d'activité concernée ; la société bénéficiaire est substituée à la société en apport dans tous les biens, droits et obligations relatifs à la branche d’activité apportée. Cela a notamment pour conséquence que toutes les relations contractuelles établies par la société en apport concernant la branche d’activité apportée sont transmis à la société bénéficiaire sans aucune intervention de ses cocontractants (sauf contrats intuitu personæ).
Les apports de certains biens donnent lieu à des formalités particulières, parmi lesquels : 
- la publication à la conservation des hypothèques des apports d’immeubles ;
- la publication à l’INPI des apports de brevets, de marques.

Afin de sauvegarder les droits des créanciers de la société en apport en cas d’APA soumis au régime des scissions, il est prévu que ceux-ci puisse former une opposition à l’APA pendant un délai de 30 jours à compter de la publication du dernier des avis insérés (dans un journal d’annonces légales ou au BALO) par les sociétés participant à l’APA. Les sociétés participantes doivent attendre la fin de ce délai pour décider l’opération. Le but de ce mécanisme est de permettre à un créancier de la société en apport de contester l’opération dans la mesure où cette société se départ de certains éléments d’actifs et réduit potentielle l’assiette du gage de ce créancier. Si un créancier présente une opposition, l’APA ne lui sera pas opposable, mais cela n’empêche pas les sociétés de réaliser l’opération. Le Tribunal de Commerce est compétent pour traiter les oppositions (soit il la rejette, soit il ordonne le remboursement de la créance ou la constitution de garantie suffisantes au profit du créancier).
Enfin, il peut être prévu que l’effet fiscal et comptable des APA soit, comme pour les fusions, rétroactif. Il est ainsi fréquent que cette date soit fixée au premier jour de l’exercice social des sociétés participantes (à tout le moins celui le moins éloigné si elles n’ont pas la même date de clôture), ce qui permet en fin d’exercice à la société bénéficiaire de considérer fiscalement et comptablement qu’elle détient et exploite les éléments apportés depuis le début de l’exercice social. Cependant, cette rétroactivité fiscale et comptable n’a pas d’impact sur la date d’effet juridique : en effet, le transfert de propriété de ces éléments est réalisé à la date de la décision de l’opération par les Assemblées générales des sociétés concernées. Une partie de la doctrine semble considérer qu’un effet différé peut également être prévu, mais dans la mesure où elle retarderait le transfert de propriété par rapport à la décision des Assemblées, cela semble poser un problème d’évolution de la valeur des éléments apportés.

## Aspects fiscaux
L’APA peut bénéficier du régime fiscal de faveur des fusions (sursis d’imposition des plus-values latentes) sous réserve du respect des conditions requises pour bénéficier du régime de neutralité fiscale des opérations de restructurations(notamment branche autonome d’activité et engagement de conservation des titres reçus en contrepartie de l’APA pendant au moins trois ans). L’opération donne en outre lieu au paiement de droits d’enregistrement d’un montant de 375 € ou 500 € (selon que le capital social de la société est inférieur ou supérieur à 225 000 €)

## Aspects comptables
Les règles comptables applicables en matière de fusions et d’opérations assimilées (donc d’APA) sont définies par l’avis no 2004-01 du 25 mars 2004 du Conseil National de la Comptabilité (CNC), notamment en ce qui concerne la valorisation des apports et le traitement du boni et du mali de fusion.
Les biens sur lesquels porte l’APA sont apportés, sauf exception, à leurs valeurs nettes comptables telles que celles-ci apparaissent dans les comptes de la société en apport. 
En revanche, pour déterminer le nombre de titres que la société bénéficiaire doit émettre en rémunération de l’APA, ce sont les valeurs réelles (des éléments apportés et de la société bénéficiaire) qui doivent être prises en compte. Ainsi, si les éléments apportés sont estimés à 10 000 000 € et la société bénéficiaire à 50 000 000 €, alors l’apport représente 20 % de la valeur de la société bénéficiaire et devra être rémunéré par un nombre de titres représentant 20 % de son capital social.
Le bulletin officiel des impôts (BOI-I-1-05 no 213 du 30 décembre 2005) prévoit une exception (calcul de la parité selon les valeurs comptables) lorsque :
- les titres reçus par la société e apport en contrepartie de son apport sur lesquels porte l'engagement de conservation prévu à l'article 210 B précité, représentent au moins 99 % du capital de la société émettrice tel qu'il résulte de l'opération ;
- la participation détenue par la société en apport dans la société bénéficiaire des apports représente au moins 99,99 % du capital de cette dernière société après réalisation de l'opération d'apport ;
- tous les titres de la société bénéficiaire des apports présentent les mêmes caractéristiques.

## Déroulement pratique
Exemple de calendrier des opérations :
- Préalables : Préparation et finalisation des comptes annuels des sociétés ; établissement des valeurs (de l’apport et de la société en apport) ;
- J-100 : requête au Président du Tribunal de Commerce en vue de la nomination d’un commissaire à l’APA;
- J-85 : ordonnance du Président du Tribunal de Commerce nommant un commissaire à l’APA;
- J-80 : rendez-vous avec le commissaire à l’APA ;
- J-78 : convocation du Comité d’entreprise ;
- J-63 : information du Comité d’entreprise ;
- J-47 : consultation du Comité d’entreprise ;
- J-47 : convocation des actionnaires et des Commissaire aux comptes des sociétés participantes ;
- J-32 : réunion de l’Assemblée générale extraordinaire des sociétés participantes autorisant la signature d’un projet de traité d’APA ;
- J-32 : signature du projet de traité d’APA ;
- J-31 : dépôt du projet de traité d’APA au greffe du Tribunal de Commerce et aux sièges sociaux ;
- J-31 : remise d’un premier rapport du commissaire à l’APA aux sociétés ;
- J-31 : insertion dans un journal d’annonce légal (ou au BALO) d’un avis de projet d’APA dans le ressort de chacune des sociétés participantes ;
- J-8 : dépôt du rapport du commissaire à l’APA au greffe du Tribunal de Commerce ;
- J-1 : fin du délai d’opposition des créanciers ;
- J : réunion de l’Assemblée générale extraordinaire des sociétés participantes approuvant les différents aspects de l’opération d’APA ;
- J / J+20 : dépôt de la déclaration de conformité (article L.236-6 du Code de Commerce) accomplissement des formalités fiscales et juridiques.